# 朗霞街道
朗霞街道，是中华人民共和国浙江省宁波市余姚市下属的一个街道，位于余姚市市区北部，杭州湾大桥以南约20公里。浙江余姚工业园区占据了该街道的大部分地区。朗霞街道总面积43.9平方公里，下辖13个行政村和1个居委会，全街道常住人口4.2万人，外来人口3.7万人（2008年）。

## 行政区划
下辖以下地区：
朗霞社区、新南王村、熊家街村、赵家村、新新村、天华村、天中村、朗霞村、干家路村、杨家村、镇西村、邵巷村、西墟村和龙王堂村。